# آب‌انبار چاه انجیری
آب‌انبار چاه انجیری مربوط به دوره ساسانیان است و در شهرستان گتوند، بخش عقیلی، دهستان عقیلی، ۲۰۰ متری مانده به جاده فرعی روستای کوه زر واقع شده و این اثر در تاریخ ۲۸ اسفند ۱۳۸۵ با شمارهٔ ثبت ۱۸۶۸۰ به‌عنوان یکی از آثار ملی ایران به ثبت رسیده است.